# Amadeo Ibáñez
Amadeo Ibáñez (Valencia, España, 22 de febrero de 1916) fue un futbolista español. Jugó de interior derecho y toda su carrera deportiva transcurrió en el Valencia CF. Junto con Epi, Mundo, Asensi y Gorostiza formó la famosa delantera eléctrica de la época de los cuarenta, que transformó al Valencia CF en un equipo ganador y uno de los más importantes de la década.
Jugó un total de 217 partidos oficiales en 13 temporadas en la Primera División de España con el Valencia CF, anotando 74 goles.

## Clubes
- Valencia CF - España - 1935 - 1951

## Títulos

### Copas nacionales
- 3 ligas - Valencia CF - 1941-1942, 1943-1944 y 1946-1947
- 2 copas del Rey - Valencia CF - 1941 y 1949